# Riechschleimhaut

Menschliches olfaktorisches System. 1: Riechkolben 2: Mitralzelle 3: Viscerocranium 4: Nasales Epithel 5: Glomerula olfactoria 6: Geruchsrezeptor

Die Riechschleimhaut oder das Riechepithel, auch Regio olfactoria genannt, enthält die Sinneszellen des Geruchssinns. Es ist ein besonderer Bereich der Schleimhaut in der Nasenhöhle in deren oberstem Teil. Mit den hier angeordneten Riechzellen als Chemorezeptoren des Geruchs ist es Säugetieren möglich, eine Vielzahl von Gerüchen aufzunehmen und zu unterscheiden.
Bei anderen Tierstämmen können Riechzellen an völlig anderen Körperstellen sitzen – wie bei Insekten und vielen Wassertieren beispielsweise an den Fühlern.

## Aufbau der Riechschleimhaut
Die Riechschleimhaut, auch Regio olfactoria genannt, ist ein besonderes Areal der Schleimhaut links und rechts in der Nasenhöhle. Beim Menschen liegt sie im oberen Nasengang am Dach der Nasenhöhle und nimmt eine Fläche von etwa 5 cm² ein. Sie hat eine bräunliche Färbung und ist etwas dicker als die umgebende gewöhnliche Nasenschleimhaut (Regio respiratoria). Der Epithelschicht liegt eine Schleimdecke auf, sie hat eine Höhe von 30–60 µm. Etwa ebenso lang sind die darin eingebetteten Zellfortsätze der Sinneszellen, die Zilien mit spezifischen Geruchsrezeptoren tragen. Neben diesen Riechzellen enthält die Riechschleimhaut sogenannte Stützzellen und Basalzellen sowie kleine seröse Drüsen, Glandulae olfactoriae (Bowmansche Drüsen) genannt. Die Mikrovilli tragenden Stützzellen enthalten ein rötlich-braunes Pigment, das dem Riechfeld seine abweichende Färbung verleiht.

Am Aufbau der Riechschleimhaut sind Riechsinneszellen, Stützzellen, Drüsenzellen und Basalzellen beteiligt

Die Riechsinneszellen sind als olfaktorische Rezeptorzellen spezialisierte Nervenzellen. Sie können sich bei Bedarf erneuern (bei Schädigung oder Überalterung), indem aus den basal gelegenen Stammzellen ausdifferenzierte Sinneszellen hervorgehen, während die alten funktionsunfähigen Riechzellen durch Apoptose zugrunde gehen. Erst die erstaunliche fortlaufende Regeneration hat zur Erkenntnis geführt, dass sie auf neuronalen Stammzellen mit Teilungsfähigkeit beruht.
In das Epithel der Riechschleimhäute sind beim Menschen etwa 20–30 Millionen Riechsinneszellen eingelagert. Ein Hund hat etwa 250 Millionen Riechzellen, ein Aal fast eine Milliarde. Jede dieser Zellen trägt auf ihrem dendritischen Zilienfortsatz 5–20 Härchen mit speziellen Rezeptorproteinen in der Zellmembran. Sie ragen über die Epithelschicht hinaus in den Mucus (Schleim) genannten Überzug der Schleimhaut. Mit der Atemluft eintreffende Duftmoleküle werden von der feuchten Schicht eingefangen und gelangen an die Sinneshärchen. Deren Rezeptoren sprechen jeweils nur auf bestimmte chemische Charakteristika der Geruchsstoffe an.
Beim Menschen gibt es insgesamt etwa 350 verschiedene Arten von Geruchsrezeptoren, eine jede typisch für eine besondere Gruppe von Sinneszellen, die verteilt in der Regio olfactoria liegen. Die hiermit jeweils detektierten Geruchsstoffgruppen unterscheiden sich in ihren Kennzeichen nach Form und Ladungsverteilung der Moleküle. Erst durch die Kombination der jeweils angesprochenen Rezeptoren ergeben sich Erregungsmuster, die als unterschiedliche Gerüche wahrgenommen werden, wobei viele tausend Varianten möglich sind.
Die von den Riechzellen ausgehenden Axone werden in Bündeln von Nervenfasern zum Gehirn geleitet, wo sie an weiteren Neuronen des olfaktorischen Systems enden. Diese Faserbündel verlaufen vom Nasendach als Riechnerven durch feine Knochenöffnungen der Siebplatte (Lamina cribrosa) in das Schädelinnere. Sie ziehen zum sogenannten Riechkolben (Bulbus olfactorius), einem vorgelagerten Teil des Riechhirns, der zum Endhirn zählt. Die Riechnerven heißen auch Nervi olfactorii (N. I).

## Erregung der Riechzellen
Träger der Gerüche sind kleine bis mittelgroße Moleküle in gasförmiger Phase, die in der Luft meist nur in geringer Konzentration enthalten sind. Die Geruchsstoffe gelangen über Nase oder Mund in die obere Nasenhöhle zur Riechschleimhaut, verstärkt beim Schnüffeln und Kauen. Werden die Moleküle von der feuchten Schleimschicht eingefangen und in der flüssigen Phase gelöst, können sie abhängig von ihren chemischen Eigenschaften an passende Rezeptormoleküle binden, die in der Membran der Sinneshärchen von Riechzellen bereitgehalten werden. Durch die Bindung an den jeweiligen Geruchsrezeptor wird in der Sinneszelle eine Kette von Reaktionsschritten ausgelöst und damit ein zelluläres Signal gebildet (Signaltransduktion). Riechzellen sind primäre Sinneszellen, die so durch chemische Stoffe derart erregt werden können, dass am Axonhügel ein Aktionspotential gebildet und über ihren Neurit weitergeleitet wird. Diese elektrischen Impulse werden über die Fasern der Riechnerven ins Schädelinnere und in den Riechkolben des Gehirns geleitet.

## Anpassung der Riechzellen
Die molekularen Vorgänge in den Riechzellen werden über die G-Protein-gekoppelten Geruchsrezeptoren in der Membran der Zilien der Sinneszelle angestoßen. Bindet ein passender Geruchsstoff an den Rezeptor, so koppelt dieser an das G-Protein Gs/olf, das darauf in seine drei Untereinheiten zerfällt. Mit der α-Untereinheit wird die Adenylylcyclase AC3 aktiviert und damit der sekundäre Botenstoff cAMP in der Zelle gebildet, der u. a. bestimmte Ionenkanäle (HCN-Kanäle) moduliert. Dies führt über Ionenströme zur Depolarisation.
Diese Vorgänge der Signaltransduktion innerhalb der Sinneszellen laufen sehr rasch ab; sie leiten zugleich – etwa über den Einstrom von Calcium-Ionen (Ca2+) – nachfolgende ähnlich rasch ablaufende Vorgänge ein, die gegensinnig wirken. Vermittelt über Calmodulin wird beispielsweise eine CaM-abhängige Kinase (CaMK) aktiviert, die wiederum eine  Phosphodiesterase aktiviert, welche cAMP zu AMP abbaut. Die α-Untereinheit des G-Proteins wird durch ihre GTPase-Aktivität (GTP → GDP) deaktiviert und assoziiert danach mit den beiden anderen Untereinheiten wieder zum heterotrimeren G-Protein Gs/olf. Infolge der raschen Desensitivierung adaptieren Riechzellen schnell und passen sich selbst starken Reizen innerhalb weniger Minuten an.
Der das Riechepithel überziehende Schleim enthält neben Mucinen auch Proteine, die für einen besseren Transport der Geruchsmoleküle durch den Mucus zu den Zilien sorgen, sowie auch solche mit enzymatischer Wirkung, z. B. Monooxygenasen vom Typ Cytochrom P450 (CYP), die aromatische Moleküle chemisch verändern und umbauen bzw. abbauen können.

## Riechkolben und Weiterleitung der Signale
Im Riechkolben findet die erste synaptische Verschaltung des Geruchssinns statt, bevor Information die entsprechenden Hirnzentren erreicht. Sogenannte Mitralzellen filtern und kontrastieren die von den Riechzellen eintreffenden  Signale, indem sie über eine Reihe von Riechzellen integrieren, denen gemeinsam ist, dass sie gleiche Geruchsrezeptoren tragen. Mitralzellen repräsentieren damit bestimmte Geruchskomponenten ähnlicher Geruchsstoffe.
Von jedem Riechkolben einer Seite geht eine Nervenbahn aus, Tractus olfactorius genannt. Hierüber bestehen zum einen – nach Umschaltung im Nucleus olfactorius anterior und Kreuzung in der Commissura rostralis – Verbindungen zum gegenseitigen Riechkolben. Zum anderen teilt sich die Riechbahn jederseits auf in einen medialen Strang (Stria olfactoria medialis) und einen lateralen (Stria olfactoria lateralis), die Signale aus den primären Projektionsgebieten der Bulbi olfactorii weiterleiten zu sekundären Projektionsgebieten im olfaktorischen Cortex. Über den medialen Streifen wird die Area septalis und das Tuberculum olfactorium erreicht; der laterale Streifen führt zum Cortex praepiriformis, zum entorhinalen Cortex und zum Nucleus corticalis der Amygdala. Weiterhin bestehen Verbindungen zum Hypothalamus und (zum Teil nach Verschaltung im mediodorsalen Kern des Thalamus) zum orbito-frontalen Assoziationskortex wie zur Inselrinde.
Bei Nasenatmung streicht die Atemluft über die Regio respiratoria der Nasenschleimhaut und wird so befeuchtet und erwärmt, was die tieferen Atemwege vor Austrocknung schützt und Körperwärme abführt. Über die im Nebenstrom gelegene Regio olfactoria werden Veränderungen der eingeatmeten Luft bemerkt, die als übelriechend oder als wohlriechend wahrgenommen werden können. Der Organismus kann darüber sowohl vor eventuell schädlichen Einflüssen oder Begegnungen geschützt werden als auch günstige Umgebungen, freundliche Sozialpartner oder nützliche Nahrungsquellen am Geruch erkennen. Gerüche können Sekretionsreflexe auslösen, der Duft leckeren Essens kann „das Wasser im Munde zusammenlaufen lassen“. Unangenehme Gerüche können Niesreiz und Brechreiz verursachen. Der Zusammenhang zwischen Geruchsempfindungen und dadurch vermittelten – etwa vegetativen – Reaktionen kann unbewusst bleiben. Ob aber Gerüche für die Synchronisation des Menstruationszyklus von in Gemeinschaft lebenden Frauen eine wesentliche Rolle spielen, ist fraglich.